# NGC 6879
NGC 6879 је планетарна маглина у сазвежђу Стрелица која се налази на NGC листи објеката дубоког неба.
Деклинација објекта је + 16° 55' 25" а ректасцензија 20h 10m 26,6s. Привидна величина (магнитуда) објекта NGC 6879 износи 12,5 а фотографска магнитуда 13,0. NGC 6879 је још познат и под ознакама PK 57-8.1, CS=15.0.